# FC Smena Komsomolsk del Amur
El FC Smena Komsomolsk-na-Amure (del ruso: ФК «Смена» Комсомольск-на-Амуре) es un club de fútbol ruso de la ciudad de Komsomolsk del Amur, fundado en 1935. El club disputa sus partidos como local en el estadio Vanguard y juega en la primera división, el tercer nivel en el sistema de ligas ruso.

## Nombres
- 1935-1945 Stroitel
- 1946-1956 Dynamo
- 1957-1959 Lokomotiv
- 1960-1977 Avangard
- 1978-1999 Amur
- 2000–presente Smena